# Rampage (filme de 2018)
Rampage (bra: Rampage - Destruição Total; prt: Rampage - Fora de Controlo) é um filme de ação e ficção científica estadunidense de 2018, dirigido por Brad Peyton e escrito por Ryan Engle, Carlton Cuse, Ryan J. Condal e Adam Sztykiel, a partir de uma história de Ryan Engle, inspirado no jogo eletrônico de mesmo nome da Midway Games. Produzido pela New Line Cinema, Flynn Picture Company, Rickard Pictures e Seven Bucks Productions e distribuído pela Warner Bros. Pictures, é estrelado por Dwayne Johnson, Naomie Harris, Malin Åkerman, Joe Manganiello, Jake Lacy, Marley Shelton e Jeffrey Dean Morgan. O filme segue um primatologista que vê seu amigo gorila sofrer mutações que o deixam gigantesco, e o primata eventualmente acaba por causar caos junto de um lobo e um crocodilo igualmente mutantes.
As filmagens ocorreram entre abril e julho de 2017 em Chicago, Illinois, e Atlanta, capital da Geórgia, nos Estados Unidos. Outros locais de filmagens incluem o Stone Mountain Park e a cidade de Gainesville, ambos no estado da Geórgia.[carece de fontes?]
A pré-estreia de Rampage ocorreu 4 de abril de 2018 no Microsoft Theater, em Los Angeles. Estreou no Brasil e em Portugal no dia 12 de abril de 2018. Foi lançado nos Estados Unidos em 13 de abril de 2018 nos formatos convencional, RealD 3D e IMAX 3D. Recebeu críticas mistas, destacando-se as performances do elenco, em especial Johnson e Morgan, o desenvolvimento de personagens e os efeitos visuais, enquanto o enredo e a falta de originalidade ao material de origem foram recebidos de forma negativa. Alguns críticos o rotularam como uma "grande diversão idiota" produzida para os fãs da franquia Transformers e aqueles nascidos após os ataques de 11 de setembro de 2001. Junto de Tomb Raider, do mesmo ano, é um dos filmes baseados em videogame mais bem-recebidos pela crítica. Arrecadou mais de US$ 428 milhões mundialmente, contra um orçamento de US$ 120 milhões.

## Elenco
- Dwayne Johnson - Davis Okoye
- Naomie Harris - Dra. Kate Caldwell
- Jeffrey Dean Morgan - Agente Russell
- Malin Åkerman - Claire Wyden
- Joe Manganiello - Burke
- Jake Lacy - Brett Wyden
- Marley Shelton - Dra. Kerry Atkins
- Jason Liles faz a captura de movimento de George

## Dublagem brasileira
- Estúdio de dublagem: Delart[16]
- Direção de Dublagem: Padua Moreira[16]
- Cliente: Warner Bros.[16]
- Tradução: Mario Menezes[16]
- Técnico(s) de Gravação: Rodrigo Oliveira[16]

Elenco
- Davis: Guilherme Briggs[16]
- Kate: Izabel Lira[16]
- Harvey: Eduardo Borgerth[16]
- Claire: Adriana Torres[16]
- Brett: Raphael Rossatto[16]
- Atkins: Sylvia Salustti[16]
- Connor: Rodrigo Antas[16]
- Amy: Hannah Buttel[16]
- Nelson: Gabriel Lopes[16]
- Burke: Mauro Horta[16]
- Zammit: Rodrigo Oliveira[16]
- Blake: Ronaldo Júlio[16]

## Recepção
No agregador de críticas Rotten Tomatoes, o filme tem um índice de aprovação de 52% com base em 281 comentários dos críticos que é seguido do consenso: "Rampage não é tão divertido quanto seu material de origem, mas o abandono absoluto de apertar botões do filme pode satisfazer o público com vontade de um blockbuster sem cérebro". Tornou-se o filme de videogame com captura de movimento mais revisado da história do site até o lançamento de Pokémon Detective Pikachu no ano seguinte. No Metacritic, o filme tem uma pontuação média ponderada de 45 em 100, com base em 46 críticos, indicando "críticas mistas ou médias". O público entrevistado pelo CinemaScore deu ao filme uma nota média de "A−" em uma escala de A + a F, enquanto o PostTrak relatou que os espectadores adultos e crianças deram a ele as respectivas pontuações gerais positivas de 90% e 86%.